# Erich Schulze (Politiker, 1915)
Erich Schulze (* 11. Mai 1915 in Tülau-Fahrenhorst; † 10. Oktober 1991 in Bad Bevensen) war ein deutscher Politiker (CDU). Er war von 1970 bis 1978 Abgeordneter im Landtag von Niedersachsen.

## Leben
Nach der Volksschule besuchte Schulze von 1931 bis 1933 die Landwirtschaftliche Fachschule in Wittingen. 1933 wurde er aus einem ländlichen Reiterverein in die Reiter-SA übernommen. Von 1935 bis 1937 leistete er den Wehrdienst. Seit dem 1. Mai 1937 gehörte er der NSDAP an (Mitgliedsnummer 5.525.012) und ab 1940 war er Soldat im Zweiten Weltkrieg, in dem er bis zum Offizier aufstieg. Nach mehreren Verwundungen wurde er von britischen Soldaten gefangen genommen, im August 1945 aber wieder entlassen. Ab 1946 besaß er einen Hof in Esterholz.
Schulze trat 1953 in die CDU ein und war ab 1955 Kreisvorsitzender der Partei. Von 1960 bis 1970 war er stellvertretender Kreisvorsitzender. Schulze war seit 1961 Mitglied im Kreistag und ab 1968 Landrat im Landkreis Uelzen. Am 21. Juni 1970 zog er, in der siebten Wahlperiode, in den Niedersächsischen Landtag ein, dem er bis zum Ende der achten Wahlperiode am 20. Juni 1978 angehörte. Er war außerdem Mitglied mehrerer landwirtschaftlicher Verbände.